# Ossenreyerstraße (Stralsund)
Die Ossenreyerstraße in Stralsund verbindet den Alten Markt beim Stralsunder Rathaus mit der Judenstraße, der Papenstraße und dem Apollonienmarkt. Die Badenstraße und die Ravensberger Straße gehen von der Ossenreyerstraße ab, die Heilgeiststraße und die Böttcherstraße kreuzen sie. Sie gehört zum Kerngebiet des UNESCO-Welterbes mit dem Titel Historische Altstädte Stralsund und Wismar.

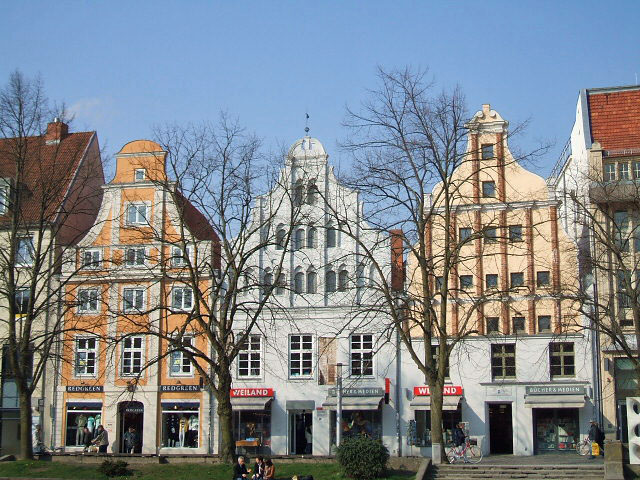
Giebelhäuser in der Ossenreyerstraße in Stralsund (2007)

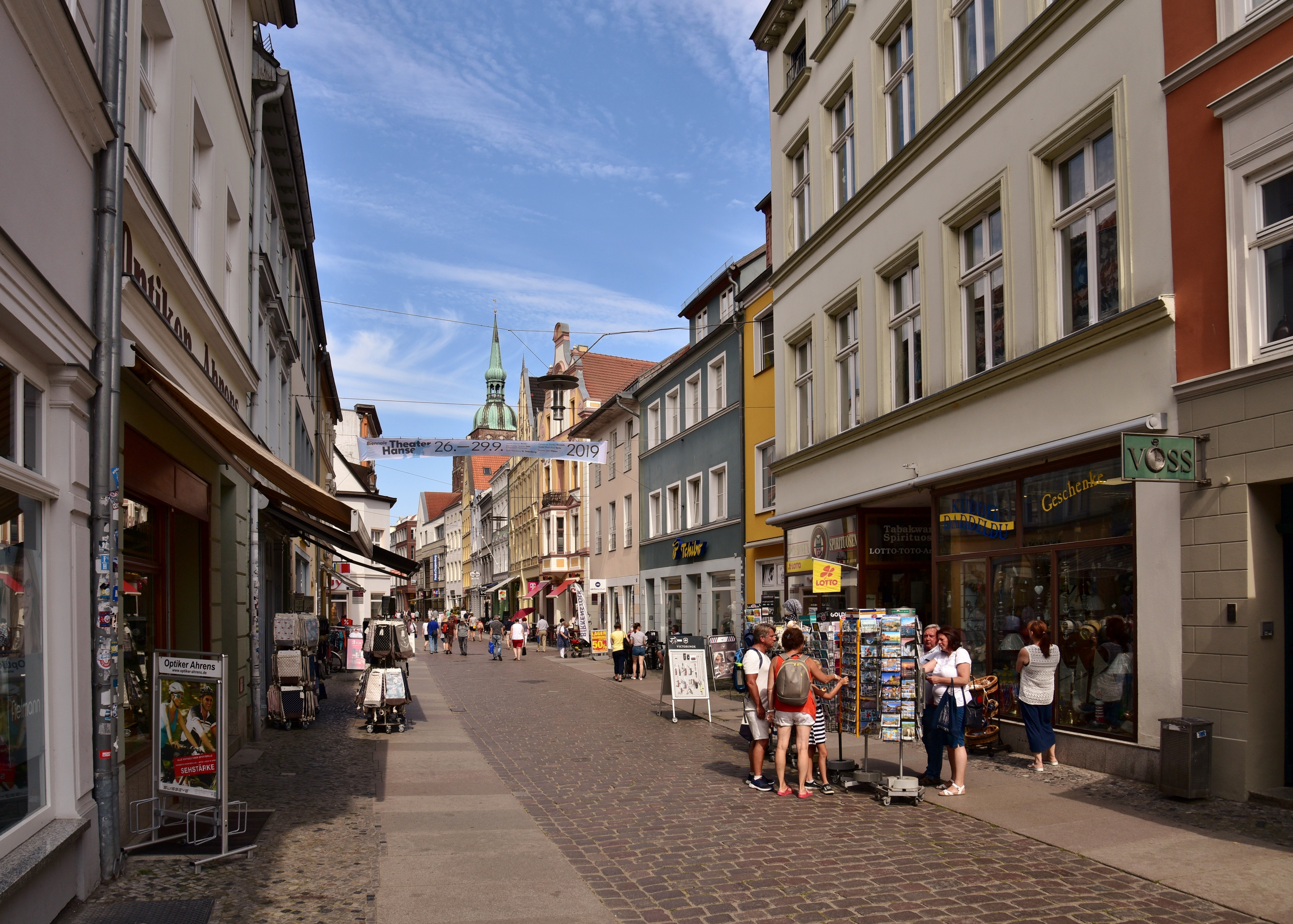
Ossenreyerstraße (2019)

Der Name der Straße geht auf die Kaufmannsfamilie Ossenrey zurück. Im Jahr 1869 erhielt die Straße, die heute größtenteils als Fußgängerzone angelegt ist, ihren Namen auf der gesamten Länge. Bis dahin hieß der Abschnitt zwischen dem Alten Markt und der Badenstraße Hinterm Rathaus; hier grenzt die Straße an das Rathaus der Stadt. Der Abschnitt zwischen der Badenstraße und der Böttcherstraße hieß bereits Ossenreyerstraße; wahrscheinlich besaß die Familie Ossenrey hier ein Giebelhaus. Der Abschnitt zwischen der Böttcherstraße und dem Apollonienmarkt hieß Schlaweden. Dieser Name geht zurück auf einen Oberpfarrherrn namens Otto Slore, der das Amt im Jahr 1291 übernahm und in der Straße seinen „Wedem“ genannten Wohnsitz hatte; der Volksmund machte daraus den Slorweden und später Schlaweden.
In der Straße stehen zahlreiche Gebäude unter Denkmalschutz, siehe dazu auch die Liste der Baudenkmale in Stralsund. Es handelt sich um die Gebäude Ossenreyerstraße 1, Ossenreyerstraße 3, Ossenreyerstraße 4, Ossenreyerstraße 5, Ossenreyerstraße 6, Ossenreyerstraße 7, Ossenreyerstraße 8–12 (ehemals Warenhaus Wertheim), Ossenreyerstraße 13, Ossenreyerstraße 14, Ossenreyerstraße 15, Ossenreyerstraße 19 (ehemaliges Warenhaus Tietz), Ossenreyerstraße 20, Ossenreyerstraße 24, Ossenreyerstraße 25/26, Ossenreyerstraße 37, Ossenreyerstraße 43, Ossenreyerstraße 44/45 und Ossenreyerstraße 46; unter Denkmalschutz steht zudem die Haustür des Gebäudes Ossenreyerstraße 2.
In der Straße errichtete der schwedische Generalgouverneur Axel von Löwen sein Löwensches Palais. Die Firma Wertheim, die ihren Ursprung in Stralsund hat, baute in den Jahren 1902 bis 1903 und 1927 bis 1928 ein großes Kaufhaus. Ein weiteres Kaufhaus ließ Leonhard Tietz im Jahr 1902 errichten.
Beim Bombenangriff auf Stralsund am 6. Oktober 1944 wurden mehrere Häuser zwischen der Badenstraße und der Heilgeiststraße zerstört. Die Rathausplatz genannte Freifläche zwischen Ossenreyerstraße, Kleinschmiedstraße, Badenstraße und Heilgeiststraße wurde lange Zeit als Spielplatz und Erholungsraum genutzt. Am 5. Oktober 1978 wurde der neu gestaltete Platz mit seinen Springbrunnen und einer Digitaluhr feierlich zur Nutzung übergeben. Nach 2010 wurde der Platz, das so genannte Quartier 17, wieder bebaut. Auf der Fläche, auf der das ebenfalls beim Bombenangriff 1944 zerstörte Löwensche Palais gestanden hatte, wurde ab 1972 eine Verkaufsstelle für Obst und Gemüse betrieben; in den 1990er Jahren wurde hier ein Geschäftshaus gleichen Namens errichtet.
Die Kreuzung der Ossenreyerstraße mit der Heilgeiststraße wird auch Ostkreuz genannt.
Ab dem Jahr 1903 bis zu ihrer Stilllegung 1966 fuhr die Stralsunder Straßenbahn durch die Ossenreyerstraße.